# Agata Jasińska
Agata Kamila Jasińska (ur. 24 lutego 1981 we Wrocławiu) – polska aktorka serialowa oraz prezenterka telewizyjna.
W 1994 roku zadebiutowała na małym ekranie wcielając się w rolę Agaty w serialu telewizyjnym Pamiętnik nastolatki emitowanym w telewizji Polsat. W 1999 roku zagrała w spektaklu telewizyjnym „Łamigłówka” Łukasza Wylężałka. Prowadziła magazyn o zdrowym stylu życia Post Scriptum w telewizji Polsat. Od 2008 roku prowadzi magazyn "Damy radę!" w TVN Style. Natomiast od 2010 roku prowadzi Studio Lotto w TVP Info.